# Brikama
Brikama er en by i det vestlige Gambia, beliggende sydvest for hovedstaden Banjul, tæt på landets atlanterhavskyst. Byen har et indbyggertal (pr. 2008) på cirka 90.000.